# Ian Osorio
Ian Osorio (Omoa, Cortés, Honduras; 9 de agosto de 1985) es un futbolista hondureño. Juega de Defensa y su actual equipo es el Marathón de la Liga Nacional de Honduras.

## Trayectoria
Cuando él tenía 2 años su padre fue asesinado, fue después de ver un partido entre Real España y Olimpia en San Pedro Sula. Su mamá Glenda Gordon los dejó cuando él tenía tres años para emigrar a Estados Unidos. Su abuela Zoila Merren, quedó a cargo de él, hasta los 10 años de edad. Luego decidieron viajar a La Ceiba, en donde fue adoptado por Gloria Palencia.

### Platense
Se inició en un pequeño club llamado Club Deportivo Milán de Tegucigalpita, Omoa. De allí dio el salto a la Liga Nacional de Honduras en 2008, cuando Hermelindo Cantarero lo descubrió y se lo llevó a las filas del Platense de Puerto Cortés. Ese año debutaría bajo las órdenes del director técnico Nahúm Espinoza en el Apertura 2008.

### Marathón
El 17 de julio de 2013 fue cedido por un año al Marathón con una opción de compra de USD 100 000.

### Platense
El 23 de julio de 2014 regresa a Platense, luego que Marathón no hiciera efectiva su compra debido a problemas financieros dentro del club.

### Marathón
El 6 de junio de 2016 firma contrato con Marathón, iniciando su segundo ciclo en el club sampedrano, pero esta vez en traspaso definitivo.

## Clubes
| Club           | País     | Año             |
| -------------- | -------- | --------------- |
| Platense F. C. | Honduras | 2008 - 2013     |
| Marathón       | Honduras | 2013 - 2014     |
| Platense F. C. | Honduras | 2014 - 2016     |
| Marathón       | Honduras | 2016 - Presente |

### Estadísticas
| Club              | Temporada     | Liga  | Liga  | Copa Nacional | Copa Nacional | Copa Internacional | Copa Internacional | Total | Total |
| Club              | Temporada     | Part. | Goles | Part.         | Goles         | Part.              | Goles              | Part. | Goles |
| ----------------- | ------------- | ----- | ----- | ------------- | ------------- | ------------------ | ------------------ | ----- | ----- |
| Platense Honduras | 2008/09       | ?     | 1     | -             | -             | -                  | -                  | ?     | 1     |
| Platense Honduras | 2009/10       | ?     | 4     | -             | -             | -                  | -                  | ?     | 4     |
| Platense Honduras | 2010/11       | 19    | 0     | -             | -             | -                  | -                  | 19    | 0     |
| Platense Honduras | 2011/12       | 32    | 1     | -             | -             | -                  | -                  | 32    | 1     |
| Platense Honduras | 2012/13       | 34    | 2     | -             | -             | -                  | -                  | 34    | 2     |
| Platense Honduras | Total         | 85    | 8     | 0             | 0             | 0                  | 0                  | 85    | 8     |
| Marathón Honduras | 2013/14       | 29    | 4     | -             | -             | -                  | -                  | 29    | 4     |
| Marathón Honduras | Total         | 29    | 4     | 0             | 0             | 0                  | 0                  | 29    | 4     |
| Platense Honduras | 2014/15       | 36    | 2     | -             | -             | -                  | -                  | 36    | 2     |
| Platense Honduras | 2015/16       | 14    | 0     | -             | -             | -                  | -                  | 14    | 0     |
| Platense Honduras | Total         | 50    | 2     | 0             | 0             | 0                  | 0                  | 50    | 2     |
| Total carrera     | Total carrera | 164   | 14    | 0             | 0             | 0                  | 0                  | 164   | 14    |